# Inglês neozelandês
Inglês neozelandês (em inglês: New Zealand English) é o termo para classificar a variedade linguística da Língua Inglesa falada na Nova Zelândia. A língua inglesa foi estabelecida na Nova Zelândia por colonos durante o século XIX. É uma das "mais novas" variedades de falantes nativos da língua inglesa existente. As influências mais distintivas do inglês da Nova Zelândia vieram do inglês australiano, do inglês do sul da Inglaterra, do inglês irlandês, do inglês escocês, do prestígio Received Pronunciation (RP) e do maori. O inglês da Nova Zelândia é semelhante ao inglês australiano na pronúncia, com algumas diferenças importantes.
Segundo um senso de 2013, é falado como língua nativa por 3,5 milhões de pessoas na Nova Zelândia (85% da população).

## Vocabulário
Há várias palavras e frases dialetais usadas no inglês neozelandês. Estes são principalmente termos informais que são mais comuns em fala casual. Um número considerável de empréstimos também foi retirado da língua maori, bem como do inglês australiano. A palavra spud para potato (batata em português), agora comum em todo o mundo de língua inglesa, originou-se no inglês neozelandês.[carece de fontes?]

## Dialetos
Variações regionais reconhecíveis são pequenas, com exceção de Southland e da parte sul da vizinha Otago, onde o "Southland burr" é ouvido. Esta área do sul formou um repositório tradicional de imigração da Escócia (veja Dunedin). Alguns maoris têm um sotaque distinto do sotaque geral da Nova Zelândia, tendendo a usar as palavras maori com mais frequência.[carece de fontes?]